# Bill Evans (imagineer)
Pour les articles homonymes, voir Bill Evans et Evans.
Morgan Bill Evans (10 juin 1910, Santa Monica, Californie - 16 août 2002, Malibu, Californie) était un jardinier paysagiste américain puis devenu Imagineer, directeur paysagiste du parc Disneyland.
Comme son frère Jack Evans, Bill Evans s'initia à l'horticulture avec leur père dans le jardin familial, véritable collection de plantes (3 acres et plus de 150 variétés). En 1928, il entre dans la marine marchande, en profitant pour élargir la collection de son père en achetant ou récupérant des graines. Après son service militaire, il reprend ses études, d'abord au Pasadena City College puis l'Université Stanford dont il sort diplômé de géologie. Avec la Grande Dépression, il arrête ses études pour aider son père. Le jardin familial devient alors une pépinière pour plantes exotiques. Cette activité est remarquée dans la communauté cinématographique d'Hollywood.
Il réalisa au début des années 1950, le jardin de la maison de Walt Disney à Holmby Hills, entourant le train privé de walt, le Carolwood Pacific Railroad. Satisfait du travail, Walt les engagea au sein de sa société WED Enterprises (créée en 1952, devenu ensuite Walt Disney Imagineering) pour réaliser le paysage au sein du parc Disneyland (construit entre juillet 1954 et juillet 1955).
Il occupa ensuite le poste de directeur du paysage au sein de la société et travailla sur tous les parcs Disney (Magic Kingdom et Epcot) jusqu'à sa retraite en 1975 puis comme consultant sur les autres projets tels que le Disney's Polynesian Resort, Discovery Island, Disney's Typhoon Lagoon, Disney-MGM Studios, Disney's Animal Kingdom et le parc Disneyland en France.
Il reçut la distinction Disney Legends en 1992.